# Jack Mort
Jack Mort är en fiktiv karaktär i Det mörka tornet-serien, skapad av den amerikanska författaren Stephen King. Hans enda framträdande är i bok två, De tre blir dragna, men konsekvenserna av hans handlande gör honom till en mycket betydelsefull karaktär i serien.
Roland Deschain möter Jack Mort för första gången genom en dörr in i hans undermedvetna, märkt Döden. Mort är en psykopatisk mördare, vars handlingar gör Susannah Dean paralyserad, samt ger henne schizofreni. Mort mördade även Jake Chambers genom att knuffa ut honom på en trafikerad gata i centrala New York.